# Tapirus indicus
El tapir malayo o asiático (Tapirus indicus) es una especie de mamífero perisodáctilo de la  familia de los tapíridos. Es el único tapir que no habita en el continente americano; presente antaño en Borneo, el sur de China y buena parte de Indochina, hoy sólo habita las selvas de Sumatra y la península de Malaca hasta el sureste de Birmania.

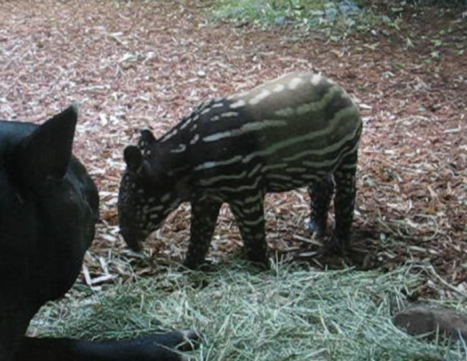
Cría de tapir malayo.

Presenta una coloración diferente a la de los otros miembros de la familia Tapiridae, con una distribución del color blanco y negro similar a la de un panda gigante o al cefalofo de Jentink. Cuando crecen, estas franjas en el lomo del animal se van uniendo entre sí, dando lugar a la zona central blanca que tienen los adultos, mientras que las partes delanteras y las patas traseras se oscurecen hasta quedar negras.
Tiene un cuerpo similar al de los cerdos, con patas parecidas a las de un rinoceronte, cuenta también con una trompa que se asemeja a la de un elefante. Miden entre 1.90 y 2.40 metros de longitud y entre 90 centímetros y un metro de altura. Su peso oscila entre los 250 y 320 kilos. Sus ojos tienen forma ovalada y poseen escaso movimiento, por lo que deben girar la cabeza para cambiar el ángulo de visión. Su cola es muy corta, midiendo tan solo unos 10 centímetros de longitud. Sus patas anteriores presentan cuatro dedos, pero solo apoyan tres. Sus patas posteriores tienen tres dedos.
La supervivencia de este extraño animal se encuentra ligada a la preservación de los parques y áreas reservadas que los gobiernos locales han destinado a la preservación de la vida natural ya que se encuentran en peligro de extinción.